# Sphaerodactylus semasiops
Espèce
Sphaerodactylus semasiops est une espèce de geckos de la famille des Sphaerodactylidae.

## Répartition
Cette espèce est endémique de Jamaïque.

## Publication originale
- Thomas, 1975 : The argus group of West Indian Sphaerodactylus (Sauria: Gekkonidae). Herpetologica, vol. 31, p. 177-195.